# Teketo
Teketo (bułg. Текето) – wieś w południowej Bułgarii, w obwodzie Chaskowo, w gminie Chaskowo.
Zabytkiem we wsi jest türbe, w którym jest grób alewickiego świętego Otmana baby.